# Bella Darvi
Bella Darvi, właśc. Bajla Węgier, z domu Zigelbaum (ur. 23 października 1928 w Sosnowcu, zm. 11 września 1971 w Monako) –  aktorka filmowa żydowskiego pochodzenia.
Tuż przed wybuchem II wojny światowej przeniosła się z rodziną do Francji. W czasie wojny została aresztowana i przebywała w więzieniu w Tuluzie, skąd była wysłana do obozu koncentracyjnego. Została zwolniona w 1943 roku. Przeniosła się do Monako, gdzie nie stroniła od hazardu i alkoholu. Przełomem było spotkanie magnata filmowego Darryla F. Zanucka i jego żony Virginii Fox, którzy spłacili jej hazardowe długi i sprowadzili do Hollywood. To od imion jej mentorów wywodził się jej filmowy pseudonim „Darvi”.
Trzy ważne role w filmach Egipcjanin Sinuhe (1954), Piekielna rzeka (1954) i The Racers (1955), gdzie wystąpiła u boku czołowych męskich gwiazd (Victor Mature, Richard Widmark i Kirk Douglas), pokazały ograniczone umiejętności aktorskie Darvi, która trochę sepleniła, co w połączeniu z obcym akcentem czyniło jej kwestie aktorskie mało zrozumiałymi. W krótkim czasie, po skandalu seksualnym, w który została wmieszana, Zanuckowie przestali ją wspierać.
Darvi wróciła do Europy, gdzie nakręciła kilka nieznaczących filmów, jak również do starych zwyczajów – alkoholu i hazardu. Popadła w długi i depresję. Popełniła samobójstwo w swym apartamencie, odkręcając gaz w kuchence.